# Arenal de Son Saura
Arenal de Son Saura este o arie protejată (sit de importanță comunitară — SCI) din Spania întinsă pe o suprafață de 345,75 ha, integral marine.

## Localizare
Centrul sitului Arenal de Son Saura este situat la coordonatele 39°55′08″N 3°51′57″E / 39.9188°N 3.8657°E.

## Înființare
Situl Arenal de Son Saura a fost declarat sit de importanță comunitară în aprilie 2004 pentru a proteja 8 specii de animale.

## Biodiversitate
Situată în ecoregiunile marină mediteraneană și mediteraneană, aria protejată conține 1 habitat natural: Straturi cu Posidonia (Posidonion oceanicae).
La baza desemnării sitului se află mai multe specii protejate:
- păsări (7): pescăruș albastru (Alcedo atthis), chirighiță neagră (Chlidonias niger), egretă mică (Egretta garzetta), Larus genei, stârc de noapte (Nycticorax nycticorax), chiră de mare (Sterna sandvicensis), fluierar de mlaștină (Tringa glareola)
- mamifere (1): delfin mare (Tursiops truncatus)